# کریسمری سانتانا
کریسمری سانتانا (انگلیسی: Crismery Santana؛ زادهٔ ۲۰ آوریل ۱۹۹۵) وزنه‌بردار اهل جمهوری دومینیکن است.
وی در مسابقات کشوری و بین‌المللی در مجموع برندهٔ ۱ مدال نقره، ۱ مدال برنز شده‌است.